# Виктор Коваленко
Виктор Коваленко (Херсон, 14. фебруар 1996) је украјински фудбалер и репрезентативац. Коваленко заузима позицију у везном реду украјинског клуба Шахтар из Доњецка.